# سیرا د کوبیتاس
سیرا د کوبیتاس (به اسپانیایی: Sierra de Cubitas) یک منطقهٔ مسکونی در کوبا است که در استان کاماگوئی واقع شده‌است. سیرا د کوبیتاس ۵۴۹ کیلومتر مربع مساحت و ۱۸٬۵۸۹ نفر جمعیت دارد و ۳۵ متر بالاتر از سطح دریا واقع شده‌است.